# カーブル風ポロウ

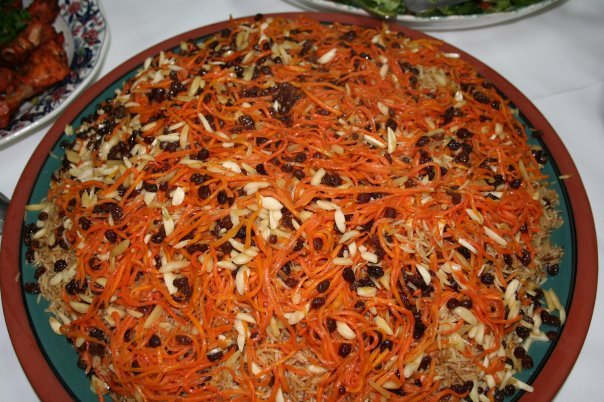
カーブル風ポロウ

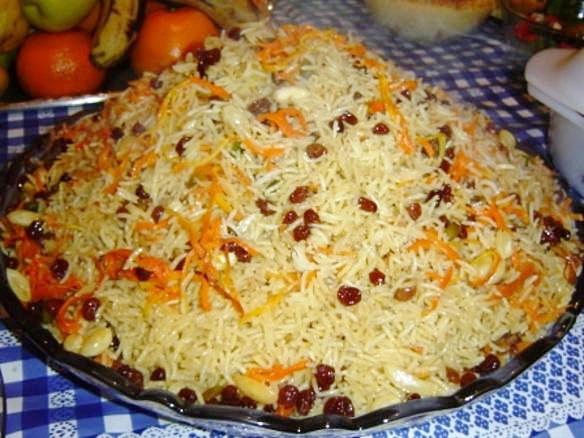
カーブル風ポロウ

カーブル風ポロウ（Kābulī polow）は、ポロウの派生料理の一つで、アフガニスタンの国民料理とされる米料理。ウズベキスタンやタジキスタンなどを含む中央アジアのイスラーム文化圏一帯で食べられており、アフガニスタンで最もポピュラーな料理のひとつである。
ポロウは日本の洋食である焼き飯、ピラフの原型と言われるイラン・ペルシアの炊き込みご飯料理であるが、カーブル風ポロウもイランのポロウ同様に、長粒米を用いる。長粒米はバスマティを用いる。米のほかのカーブル風ポロウの材料としては、ニンジンと干しブドウ（サルタナ・レーズン）とラム肉である。ラム肉の代わりにマトンや鶏肉を用いる場合もある。肉を入れないレシピもある。
調理方法としては、まず、肉をタマネギとともに圧力釜で煮て、下ごしらえする。ニンジンは軽く揚げておく。次に、肉を煮た肉汁を使って米を炊く。カーブル風ポロウは一種の炊き込みご飯である。また、下ごしらえした肉の上には米を重ね、埋める。トマトを一緒に炊き込んでもよい。
香り付けするスパイスとしては、カルダモン、クミン、ターメリックなどが用いられるが、あまり強い香り付けはされない。カーブル風ポロウはスパイスを繊細にブレンドさせて調理され、そのためアフガン料理の中で品位のある料理とされている。なお、インド・パキスタンは辛い味付けが多いが、アフガニスタンに入ったとたんに料理から辛さがなくなると言われている。
カーブル風ポロウは、人が集まる席には欠かせない料理である。カーブル風ポロウにはかならずサラダが付け合わせとして供される。アフガン人にとって米は貴重であり、そのためカーブル風ポロウは食事の中で中心的な地位を占める。ポロウをうまく炊けるか否かで未婚女性の花嫁としての（近年では未婚男性も花婿としての）資質が測られると言われている。
カーブル風ポロウの起源については、ティムール朝のトルコ人兵士らが野菜と肉を一度に食べられるように考案されたという言い伝えが残されている。
調理手順に関して安井 (2021) によれば、肉を圧力釜で処理する工程は、アフガニスタンにおいては必須である。アフガニスタンの首都カーブルは海抜1900メートルの高所に位置するため、水の沸点が低く、圧力釜を使用しない場合は調理に時間がかかるからである。